# Tony Tucker
Tony Craig Tucker (27 de diciembre de 1958) es un ex boxeador estadounidense que compitió entre 1980 y 1998. Ganó el título de los pesos pesados de la Federación Internacional de Boxeo en 1987, pero solo duró con él 64 días. Como boxeador aficionado ganó el campeonato nacional en 1979 y la medalla de oro de los Juegos Panamericanos del mismo año.

## Título FIB
En 1986, el boxeador titular del cinturón FIB era Michael Spinks, que acababa de defenderlo ante Steffen Tangstad. El campeón debía defender nuevamente el título en 1987, por lo que debía enfrentarse a Tucker, pero prefirió escoger un combate más lucrativo ante Gerry Cooney, por lo que la FIB lo despojó de su título. Para obtener un nuevo ganador la FIB propuso un combate entre Tucker y James Douglas, que ganó el primero, adjudicándose el título.
Como el ganador del título de la FIB, Tucker se vio obligado a defender su título en un combate de unificación con el campeón de la Asociación Mundial de Boxeo y del Consejo Mundial de Boxeo, Mike Tyson. Se enfrentaron el 1 de agosto de 1987, y Tyson venció por decisión unánime, unificando los tres títulos mundiales. Tucker tuvo el reinado de los pesos pesados más corto de la historia con 64 días.
Ocho años más tarde volvió a tener la oportunidad de ganar el campeonato del mundo, en esta ocasión de la Asociación Mundial, ya que George Foreman se negó a defenderlo ante Tucker. Su rival fue Bruce Seldon, pero perdió el combate.